# CV 90
El Combat Vehicle 90 (CV 90, o en sueco: Stridsfordon 90) es un vehículo de combate de infantería de origen sueco, diseñado y construido por BAE Hägglunds y cuya primera generación estuvo equipada con un cañón automático Bofors 40 mm en su torreta. Es actualmente producido y comercializado por BAE Systems Hägglunds.

## Historia
Durante la Guerra Fría, Hägglunds comenzó la producción de una nueva familia de vehículos de combate llamado vehículo de combate de los 90. En 1984, el ejército sueco inicia la solicitud de un vehículo único, con gran movilidad, capacidad de defensa aérea y antitanque, una alta supervivencia y protección. En total fueron desarrollados cinco prototipos, los cuales fueron fabricados en 1988, siendo probados en ensayos llevados a cabo entre 1988 y 1991. Las primeras entregas comenzaron en 1993, y ahora más de 1000 CV 90 en casi todas sus variantes han sido entregados en todo el mundo.

## Diseño y descripción básica
Diversos requerimientos de los clientes han dado lugar a varias generaciones del CV90, donde las diferencias más importantes son la supervivencia, el armamento, y la arquitectura en cuanto a electrónica se refiere. Con una mayor protección y por consiguiente un mayor peso en vacío; hace que su peso sea del rango desde 23 hasta 35 toneladas, siendo uno de los vehículos de combate de infantería más pesados a la fecha. El alto peso se ha mantenido, pero con una característica notable que es la del aumento en la fuerza de su planta motriz, contando con uno de los motores diésel más poderosos y cada vez más refinado cuando su blindaje aumentado así lo requiere. El sistema de suspensión en sus pruebas de pista ha visto mejoras en varias etapas. El blindado de la versión Mk III cuenta con una arquitectura electrónica digital con varios diferentes buses de datos del tipo CAN y enlaces a redes digitales, y es el primer VIF que cuenta con una suite automática de ayuda en situación defensiva (DAS), que clasifica las amenazas y en el modo automático se puede hacer accionar el sistema de lanzagranadas, para cubrir el blindado con una cortina de humo y/o disparar el arma principal hacia los blancos más amenazantes, así como instruir a los conductores para la evasión. En la exposición de la industria de defensa, la Eurosatory de 2010 una versión llamada Armadillo se presentó al público interesado. El Armadillo VCI es una versión que muestra cuán flexible es la plataforma original, y al contar con un techo sujetado con pernos varias otras funciones como ambulancias, vehículos de control u otras versiones con otras torretas pueden ser construidas y a pedido del usuario final.

### Blindaje y protección
El blindaje básico del CV90 provee protección frente a impactos de armas de calibre 14,5 mm en todas sus variantes de munición. La protección sobre el glacis es clasificada, pero se sabe que todos los modelos desde el CV9040B y posteriores dan una protección efectiva frente al impacto de proyectiles APFSDS de calibre 30 mm. Algunas de las variantes, incluida la del CV9030N pueden equiparse con el sistema MEXAS, un blindaje cerámico aplicado que le proporciona protección frente a esquirlas e impactos de municiones de mayor calibre [cita requerida] o de la munición APFSDS de calibre 30 mm. Este kit de blindaje está diseñado para brindar una protección incrementada frente a la explosión de artefactos explosivos improvisados, cabezas de choque de alto poder explosivo y de incluso proyectiles antiblindaje. Todas las variantes del CV 90 llevan en su equipo básico una cubierta de camuflaje compuesto de capas de Kevlar diseñadas para la supresión mediante forros (liners) para cubrir los espacios interiores y que le brindan protección a los soldados dentro del habitáculo contra esquirlas y fuego de ametralladora.
El CV90 puede ser también equipado con una jaula de blindaje, que proporciona protección contra las municiones de tipo de tándem y las ojivas de forma especial. El CV90 está equipado con un sistema de protección en entornos de guerra químicos, atómicos y biológicos (ABQ), acompañado con un sistema de detectores de contaminación por químicos y de radiación. El CV 90 también utiliza filtros de absorción de calor para proporcionar una protección temporal contra los sistemas de intensificación de imágenes térmicos (TIS), un intensificador de imagen y una cámara con sistema de visión infrarroja (IR). Al CV 90 se le ha diseñado con el objetivo de disponer de una estructura muy baja y a su vez compacta, con el objetivo de reducir al mínimo la marca de radar y las firmas IR y/o térmicas frente a sus enemigos.
Con cada generación de CV90 ha habido un aumento en la protección del habitáculo, aparte de que la carga útil se ha incrementado. Los niveles de protección inherentes frente al impacto de artefactos explosivos como minas o AEI han aumentado considerablemente, pudiendo en la actualidad el afrontar la explosión de minas de hasta 10 kg de TNT o de minas antitanque.

### Movilidad
El CV90MK0, su versión inicial; es impulsado por un motor diésel del modelo DSI14 desarrollado por Scania, que proporciona 550 caballos de fuerza, y puede alcanzar velocidades de hasta 70 kilómetros por hora. El CV90 básico tiene un alcance máximo en carretera de 320 kilómetros, pero la última generación puede alcanzar hasta 600 kilómetros. El CV90 ofrece una marcha más silenciosa con controles de movimiento y sistemas de modo sigiloso mejorados, una mayor velocidad por tierra, y una mayor altura al suelo, lo que le brindan; junto a su blindaje, una elevada protección contra las minas y artefactos explosivos improvisados.

### Armamento
La versión básica de CV 90 va equipada con una torreta operable por dos personas, y armada con un Bofors L.2F70 de calibre 40 mm y una ametralladora coaxial de calibre 7,62 mm. Otra ametralladora de respaldo en calibre 5,56 mm o 7,62 mm va montada en el techo de la torreta. El CV 90 aparte lleva montados ocho lanzagranadas de calibre 76 mm en dos afustes de cuatro lanzadores posicionados a cada lado de la torreta. Los lanzagranadas están diseñados solo para disparar granadas de humo.

#### Miras y sistemas de puntería
El CV90 está equipado con un sistema de miras de manufactura local por Saab AB, denominado UTAAS (Sistema Universal de miras para carros de combate y de visión Antiaéreo), de acción diurna, otro de Imágenes Térmicas (TIS) y otro de tercera generación de intensificación de imágenes de segunda generación.

## Producción
La producción en masa del CV 90 inicia en el año de 1993, y ya para el año 2000 más de 1000 blindados de la referencia se habían ordenado. En noviembre del año 2000, Finlandia ordenó 57 vehículos de la referencia CV9030; por un valor total de €250 millones (en euros del 2008), siendo el total por blindado de €4.42 millones. En junio de 2004, Finlandia hace otro pedido llevando la cifra de vehículos en sus arsenales de 102 unidades, y ya para este contrato la cifra a pagar por cada blindado era de €2.92 millones (en euros del 2008)
En diciembre de 2005, Dinamarca ordena 45 blindados de la referencia CV9035 por un costo de €188 millones, siendo el pago por cada unidad de €4.18 millones. El reino de Holanda pidió 184 en configuración de combate más 8 en configuración para la instrucción de tropas de la referencia CV9035, cada uno de estos vehículos tuvo un costo de €3.901 millones; siendo el total pagado de €749 millones.

## Variantes
| - CV9040: El modelo original equipado con un Bofors 40 mm, es el usado por el Real Ejército de Suecia. - CV9040B: Versión actualizada del anterior, Esta versión del CV90 cuenta con un cañón totalmente estabilizado, a su vez que el ángulo de elevación ha decrecido a cambio. Usado por Real Ejército de Suecia. - CV9040C: Variante para Operaciones internacionales con blindaje adicional añadido alrededor y un kit de aclimatación tropical. Usado por el Real Ejército de Suecia. - CV9030: Versión de exportación del blindado, que cuenta con un cañón automático Bushmaster II de calibre 30 mm. Adoptado por los ejércitos de Noruega, Suiza y de Finlandia. En BAE Systems Hägglunds, la variante noruega del CV9030N es generalmente conocido como el CV 90 Mk.I, mientras que el más sofisticado en uso por el Ejército de Finlandia; el CV9030FIN, y el modelo Suizo CV9030CH, son conocidos como el CV90 MK.II. - CV90 MkIV: El CV90 MkIV es la última versión de la familia de vehículos de combate blindados CV90 con nuevo motor con 1000 caballos de fuerza , paquete de blindaje mejorado ,nueva arquitectura electrónica, sistema de control de incendios mejorado y con variedad de sistemas de armas. | - CV9035: Armado con un cañón Bushmaster III 35/50. Adoptado por el Real Ejército holandés como el CV9035NL y en el Real Ejército Danés como el CV9035DK. En los catálogos de BAE-Hägglunds el CV9035 es conocido como el CV 90 MK III. - CV90105: Con una torreta GIAT que monta un cañón Royal Ordnance L7 de calibre 105 mm, diseñado por Hägglunds (BAE Systems) y GIAT (Nexter). - CV90120-T: Equipado con la torreta de un tanque Pz 68 y el montaje de un cañón compacto de calibre 120 mm, el RUAG 120 mm. Compact Tank Gun. - CV9040 AAV (Chameleon/Camaleón): Con afuste antiaéreo, equipado con radar y cañones automáticos de calibre 40 mm, en esta variante el cañón se puede elevar más alto que en el CV9040. | - CV90: Vehículo de Comando. - CV90: Vehículo de Reconocimiento y de avanzada, cuenta con los más avanzados sensores de imágenes IR. - CV90: Vehículo de Recuperación y rescate blindado (Designado en el ejército sueco como el BgBv90). - CV9056: Versión de prototipo equipada el misil anticarro RB56 de Bofors. No se ordenó unidad alguna. | - Armadillo: Vehículo blindado de transporte de tropas de construcción modular sobre el chasis de un CV90 Mk III. - GRKPBV90120: Mortero autopropulsado, en montaje dual, cargado desde brecha y de calibre 120 mm, del tipo AMOS. |

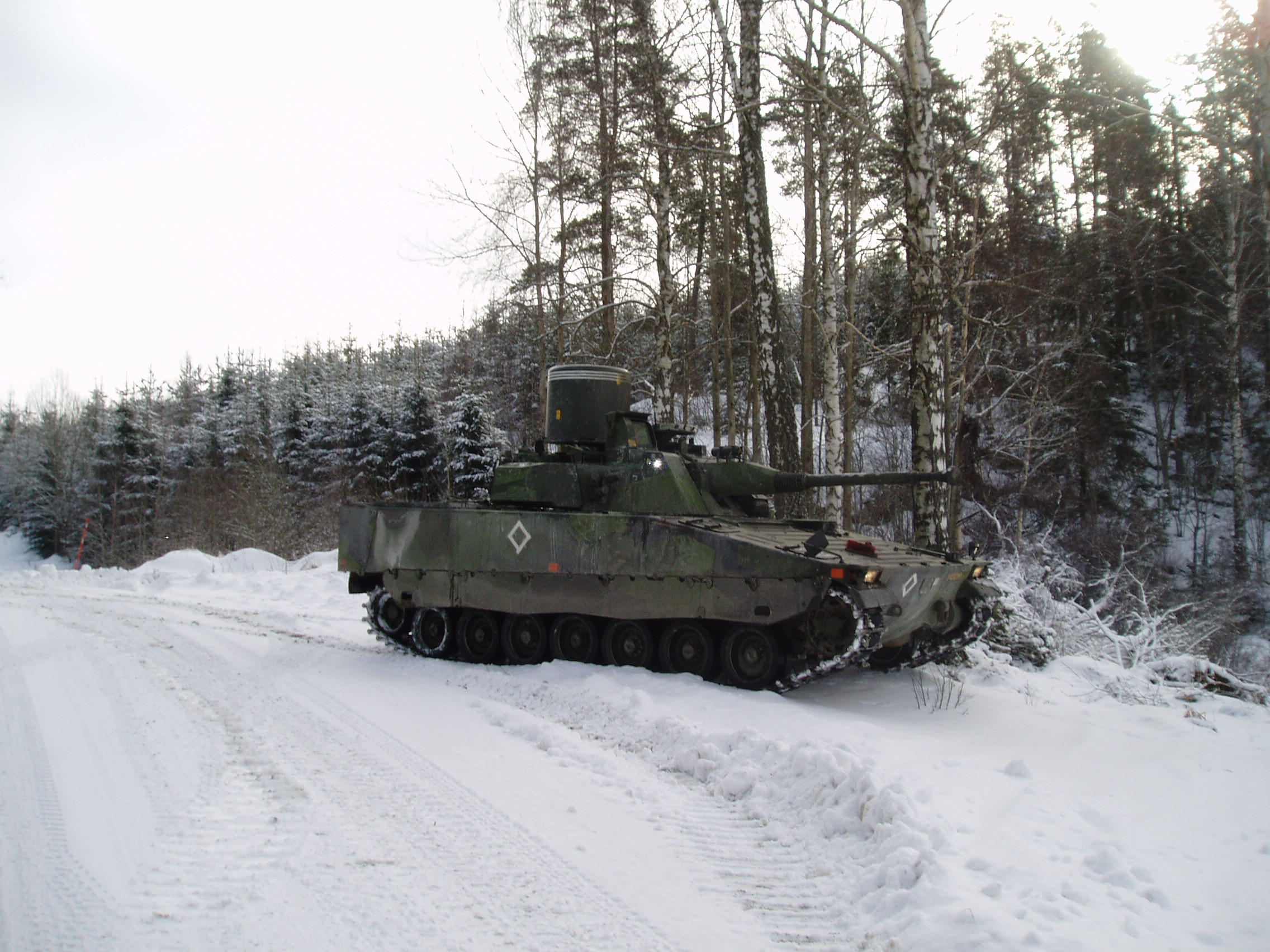
Un CV 90, en la variante CV9040 AAV (Vehículo Artillado Antiaéreo).

Los vehículos de observación de la avanzada, de mando y de recuperación están armados solamente con una ametralladora.
El 90 CV también ha sido equipado con el sistema avanzado de mortero bajo el nombre Grkpbv 90.120, (Granatkastarpansarbandvagn, "vehículos blindados portamortero"); o denominado antes SSG 120 (Splitterskyddad granatkastare, "vehículos semiblindados portamortero"). El vehículo es un proyecto conjunto entre Hägglunds de Suecia y Patria Oy. de Finlandia, y está todavía en desarrollo.
Suecia había previsto inicialmente el de dotar a la infantería mecanizada con una combinación de blindados CV9040 y CV9025, pero las pruebas de la torreta con cañón automático de 25 mm estaban siendo llevandas a cabo en el chasis de un IKV 91, pero finalmente se decidió por la versión con cañón automático de 40 mm, debido a la potencia mucho más elevada de la munición de calibre 40 mm.

## Historial de servicio y acciones

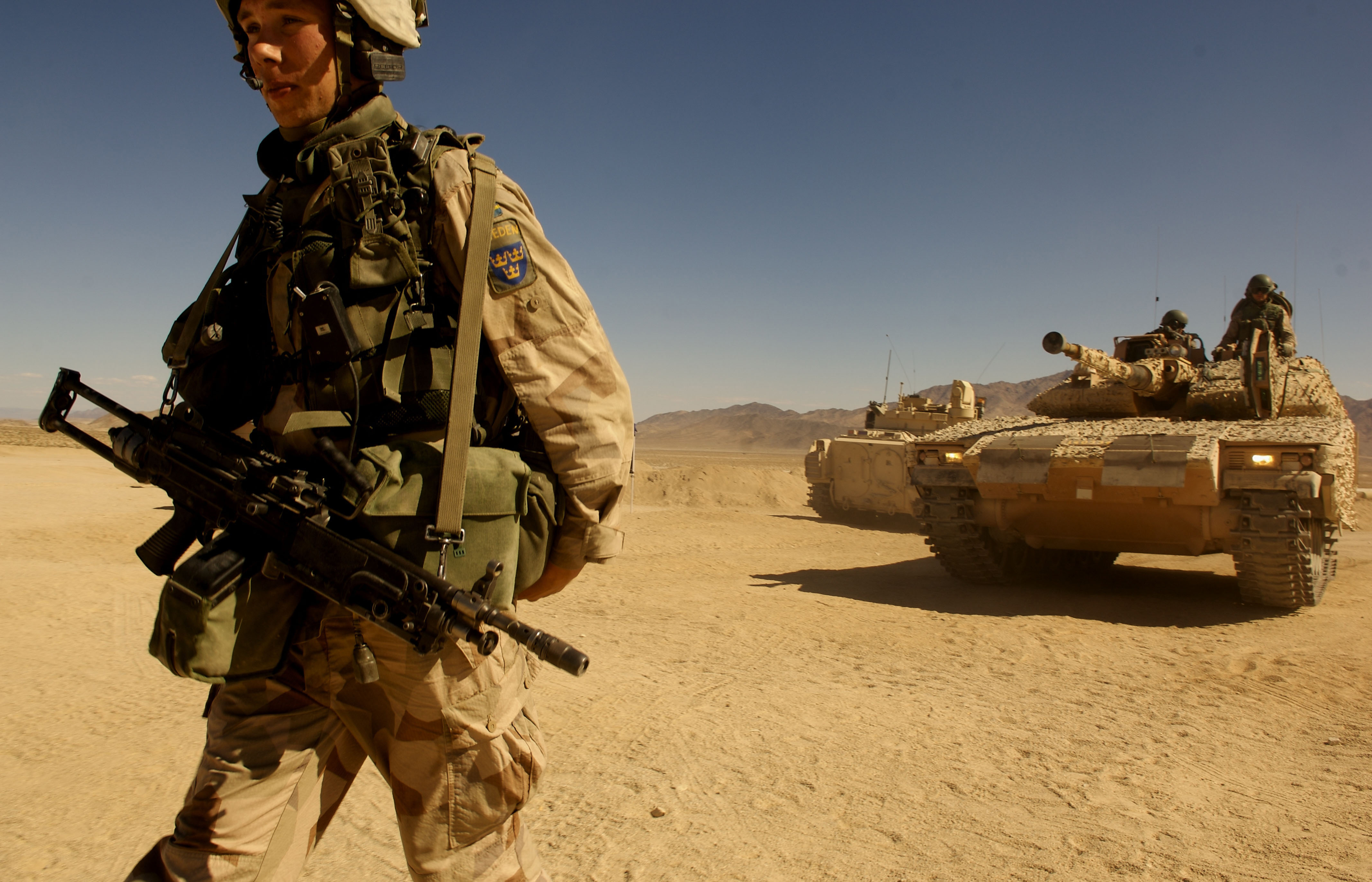
Un CV9040C sueco en ejercicios de entrenamiento.

### Noruega
Con una producción inicialmente hecha en 1993, el CV 90 nunca antes fue probado en combate, sino hasta noviembre de 2007, cuando las unidades del Ejército de Noruega; en la figura del 2º Batallón entró en acción en la operación Harekate Yolo en Afganistán, con sus CV 90 en el frente de acción. Durante la primera semana de noviembre, las fuerzas noruegas de la ISAF a partir de las unidades desplegadas como el 2 º Batallón y el Kystjegerkommando, con base en Mazar-e-Sharif; respondieron a un ataque talibán contra las fuerzas del Ejército Nacional Afgano en el distrito de Ghowrmach. Después de haber sido en gran medida superados en número por las fuerzas de los talibanes, los noruegos utilizan morteros y en particular, a sus blindados CV 90, que actuaron de manera eficaz en el ataque. La operación dejó un número indeterminado de bajas talibanes, pero fuentes de noticiarios noruegos dicen que entre 45 a 65 hombres de las fuerzas de los talibanes podrían haber muerto, y que hubo muchos más heridos.

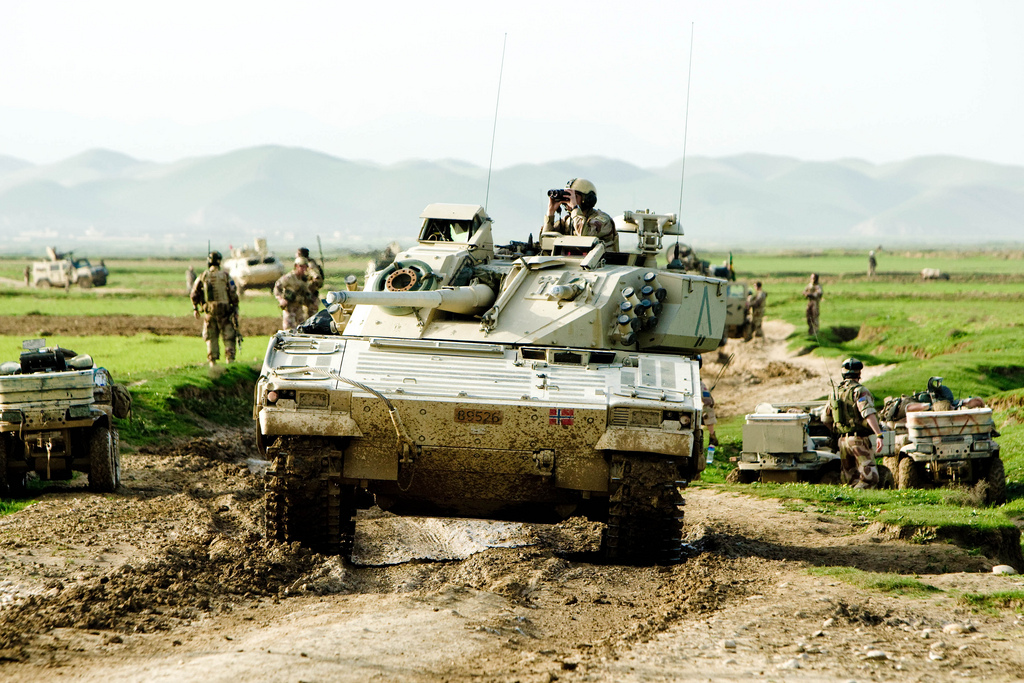
Un CV 90 noruego (CV9030) durante labores de patrullaje en Afganistán.

El CV90 fue utilizado más adelante extensivamente por la ISAF, cuando las fuerzas del ejército noruego del Batallón Telemark en mayo de 2008, durante la Operación Karez en la Provincia de Badghis, fue atacado con ametralladora pesada y lanzacohetes RPG-7 por los combatientes talibanes; y que se saldó con la baja de 13 talibanes muertos, y un número desconocido de heridos. No se reportaron bajas aliadas durante el incidente. En enero de 2010, un soldado noruego al conducir un CV9030 murió cuando el blindado pasó por encima de un artefacto explosivo improvisado en Ghowrmach, Afganistán.

### Suecia
Los CV 90 suecos han visto acción también en su servicio durante la operaciones de los cascos azules que se llevaron a cabo en Liberia. En la primavera de 2011, Suecia operaba 9 CV9040 en Afganistán. Los CV 90 suecos habían visto acción en combate contra fuerzas insurgentes en al menos dos ocasiones[cita requerida].

### Dinamarca
En febrero de 2010, Dinamarca envió 10 CV9035DK a Afganistán con el fin de reforzar su contingente en la provincia de Helmand. El contingente danés ha sufrido numerosas bajas desde que comenzaron las operaciones en la provincia en el otoño de 2006. Los vehículos son del Real Regimiento Danés, con sede en la parte norte de Seeland. Estos blindados operan junto con los Piranha IIIC, MOWAG Eagle IV, M113G3DK y algunos tanques Leopard 2A5DK; todos ellos desplegados por Dinamarca en la provincia de Helmand. En abril de 2010 dos de los diez vehículos CV 90 se han visto afectados con artefactos explosivos improvisados; en ambos casos, la protección de la tripulación y la de los pasajeros de los vehículos evitaron lesiones a los tripulantes. Uno de estos había perdido dos ruedas y parte de las orugas tractoras. Estos blindados fueron enviados de vuelta al fabricante en Suecia para una mayor investigación. El 7 de agosto de 2010, la detonación de un artefacto explosivo improvisado bajo un CV9035DK en Afganistán dejó como saldo que dos de los soldados que tripulaban uno de estos blindados murieran y 3 resultaran heridos. La explosión fue tan poderosa que el vehículo se volcó sobre sí mismo.

### Ucrania
El 30 de julio de 2023, según un video publicado por el Hindustan Times, las tropas rusas habían recuperado un vehículo de combate CV90 parcialmente intacto, después de que le dispararan con un arma antitanque portátil rusa en el Óblast de Luhansk. El proyectil atravesó el blindaje de la parte delantera del vehículo, justo debajo de la torreta y adyacente a la posición de asiento del comandante, y, según los informes, el comandante murió como consecuencia directa del impacto, mientras que los miembros restantes de la tripulación ucraniana pudieron evacuar y huir de la escena. Según diferentes informes, el CV90 dañado fue remolcado desde el campo y enviado a Moscú para una evaluación adicional e ingeniería inversa. Forbes informó que esto ocurrió cerca de la ciudad de Kreminná. El 4 de agosto de 2023, el programa de televisión estatal ruso Zvezda publicó un video que mostraba al ministro de Defensa ruso, Sergéi Shoigú, inspeccionando un CV90 capturado (se supone que es el capturado en Kreminna). Según Zvezda, el vehículo fue dañado por un RPG-7. El general ruso Andréi Mordvichev también estuvo presente en la inspección, donde se exhibieron el vehículo y varias rondas y cargadores.
Para fines de octubre de 2024, según el sitio Oryx al menos 11 CV-90 habían resultado dañados o destruidos, entre otras unidades capturadas. 

## Usuarios

### Actuales
- Suecia

Usuario y constructor principal, con 509 CV 90 en servicio, incluyendo 42 CV9040C con blindaje añadido.
- Dinamarca

45 CV 90, en la variante CV9035DK.
- Estonia

44 CV9035NLcomprados a los Países Bajos en diciembre de 2014. Ahora denominado CV9035EE. La primera entrega tuvo lugar en 2016. [44] [45] Ese mismo año, Estonia llegó a un acuerdo con Noruega para comprar 35 MK I de los excedentes adicionales. [46]  Las entregas desde los Países Bajos finalizaron el 1 de abril de 2019.
- Finlandia

102 CV 90, en la variante CV9030FIN (57 en el 1.er. pedido, 45 en el segundo pedido)
- Países Bajos

193 CV 90, en la variante CV9035NL (La orden inicial era de 184 vehículos incrementada hasta los 193 vehículos Las entregas se completarán en lo restante del año 2011).
- Noruega

104 CV 90, en la variante CV9030N, de los cuales 17 han sido actualizados y/o mejorados con la inclusión de aire acondicionado en el habitáculo de tropa, blindaje adicional y cámaras de visión trasera, y redesignados como CV9030NF1.
- Suiza

186 CV 90, en la variante CV9030CH
- Ucrania

50 unidades desde Suecia, más otros 90 provenientes de otras naciones que los operan, como Países Bajos, Estonia, Finlandia y Noruega. Totalizando 140 unidades del CV 90 en las Fuerzas Terrestres de Ucrania.

### En pruebas solamente
- Canadá

1 CV9035 Mark III, solamente en pruebas.
- Polonia

Desarrollado en el VCI Anders.

### Fallidos
- Reino Unido

Al final se optó por el ASCOD SV

## Galería de imágenes

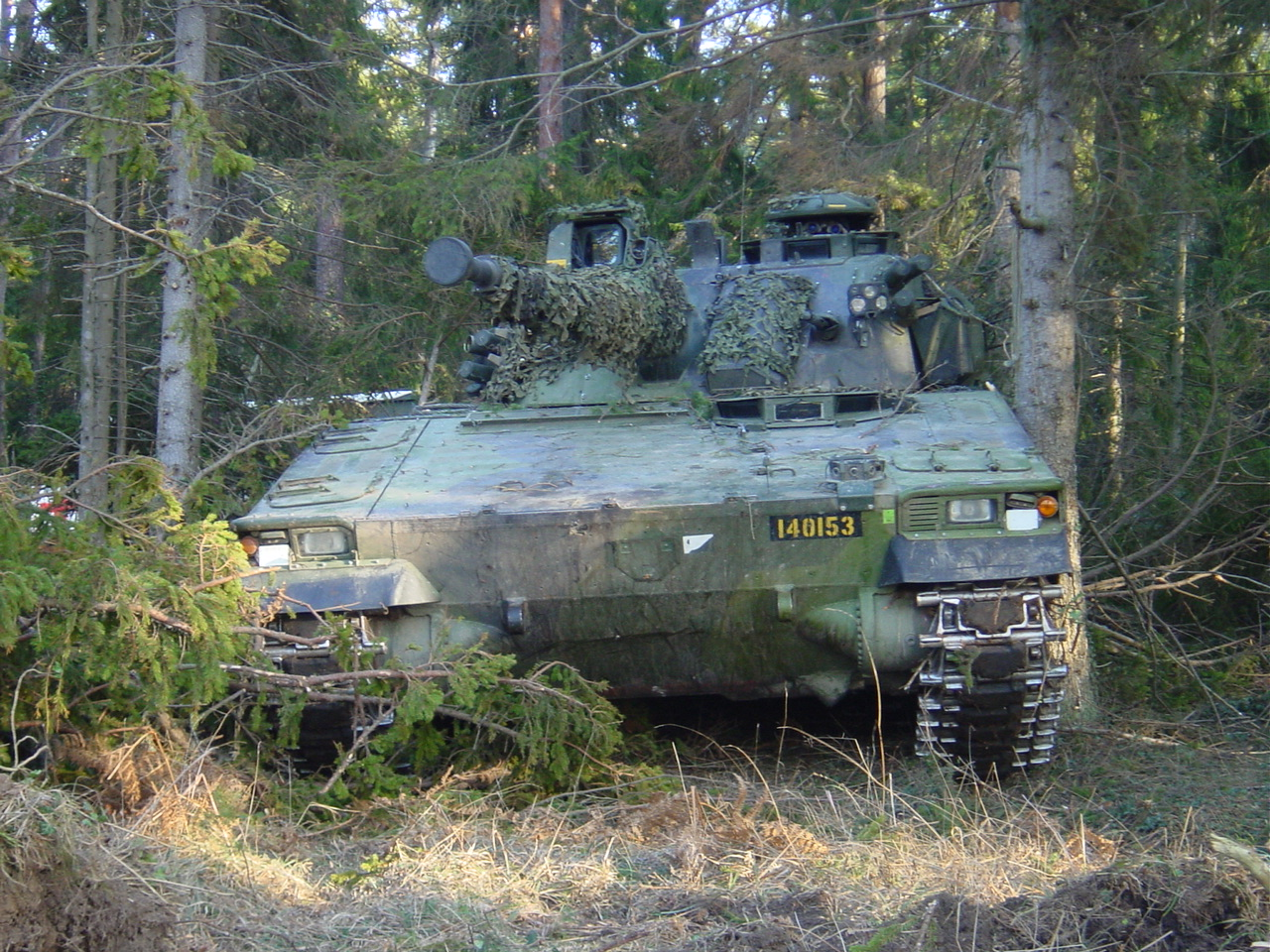
Un CV 90 sueco (CV9040A/Strf 9040A).
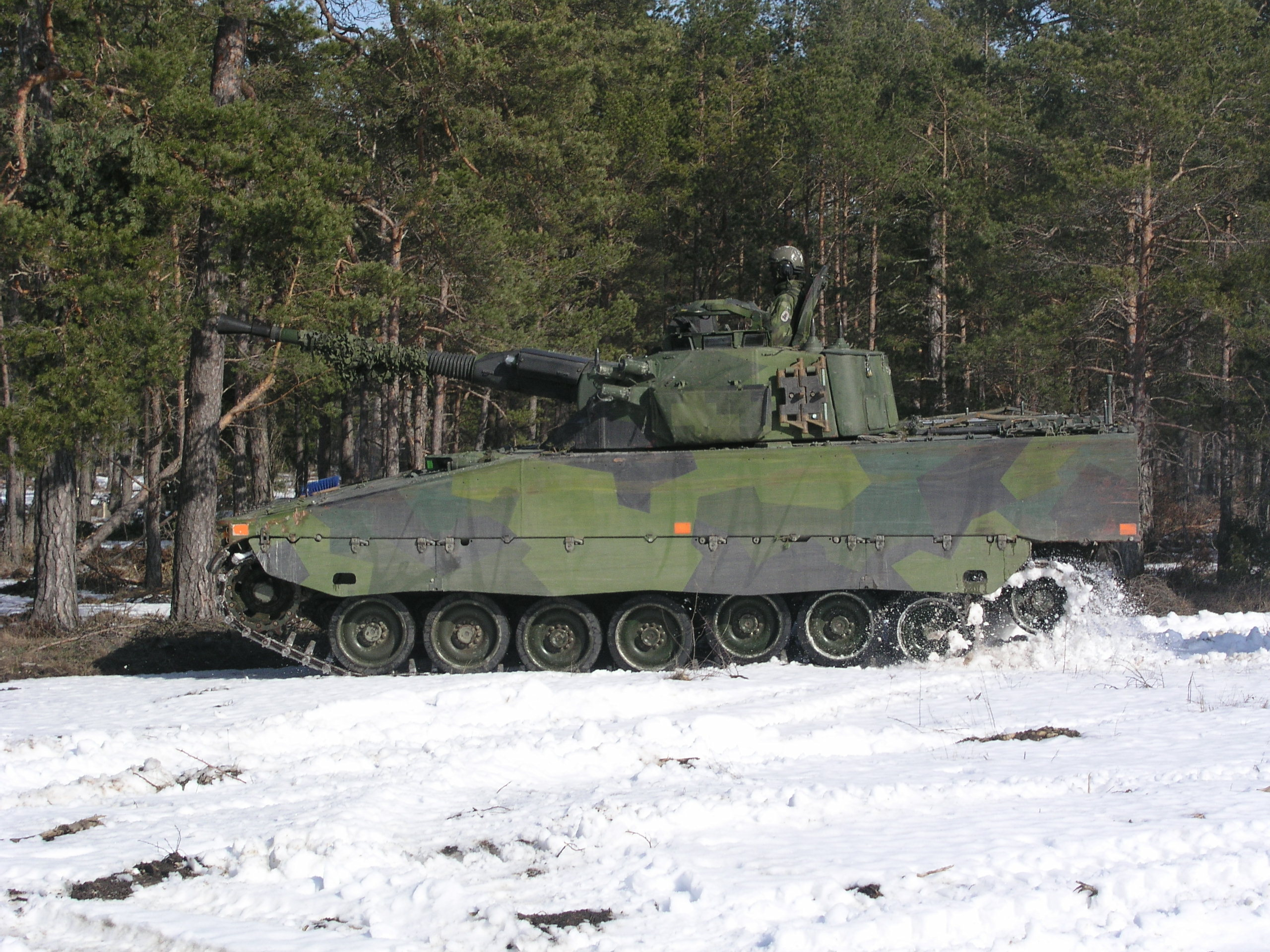
Un CV 90 sueco (CV9040B/Strf 9040B).
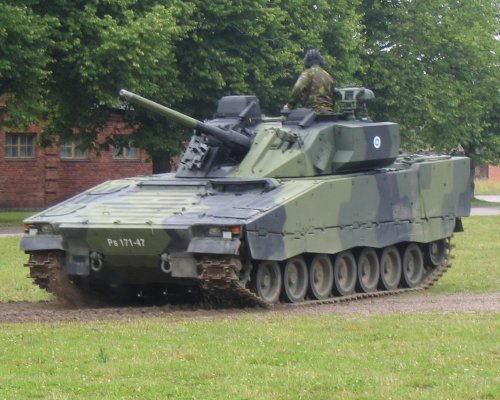
Un CV 90 finlandés (CV9030FIN).
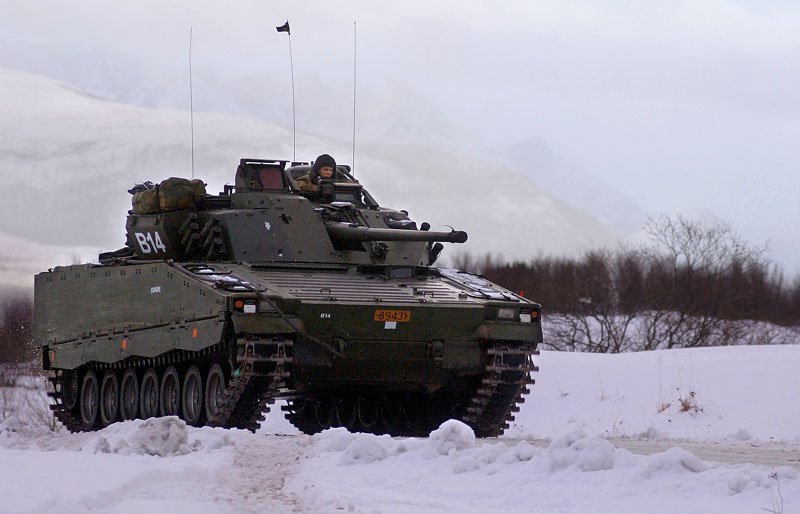
Un CV 90 noruego (CV9030N).
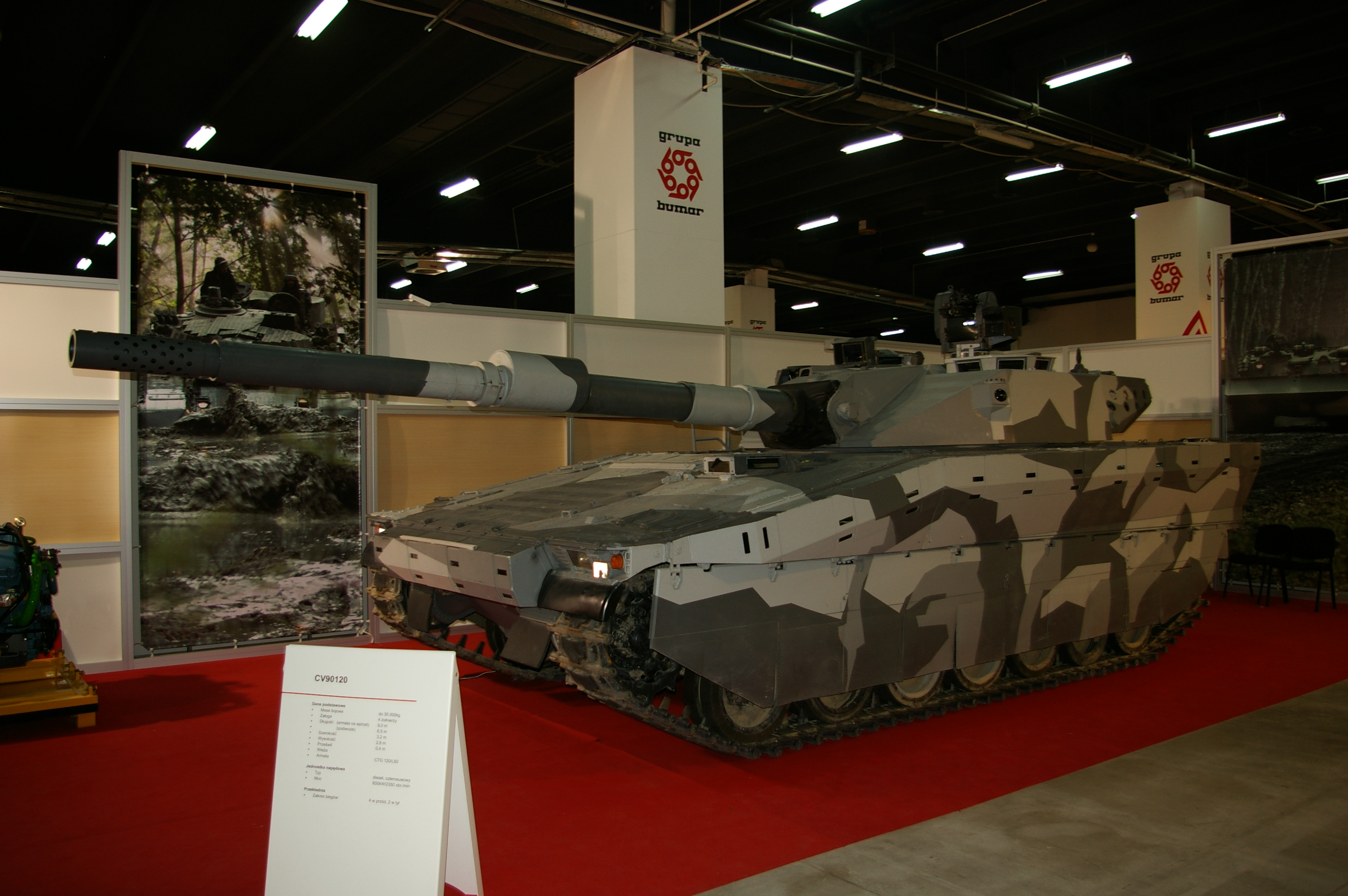
Un CV 90 con cañón de 120 mm. (CV90120-T/Variante anticarro).
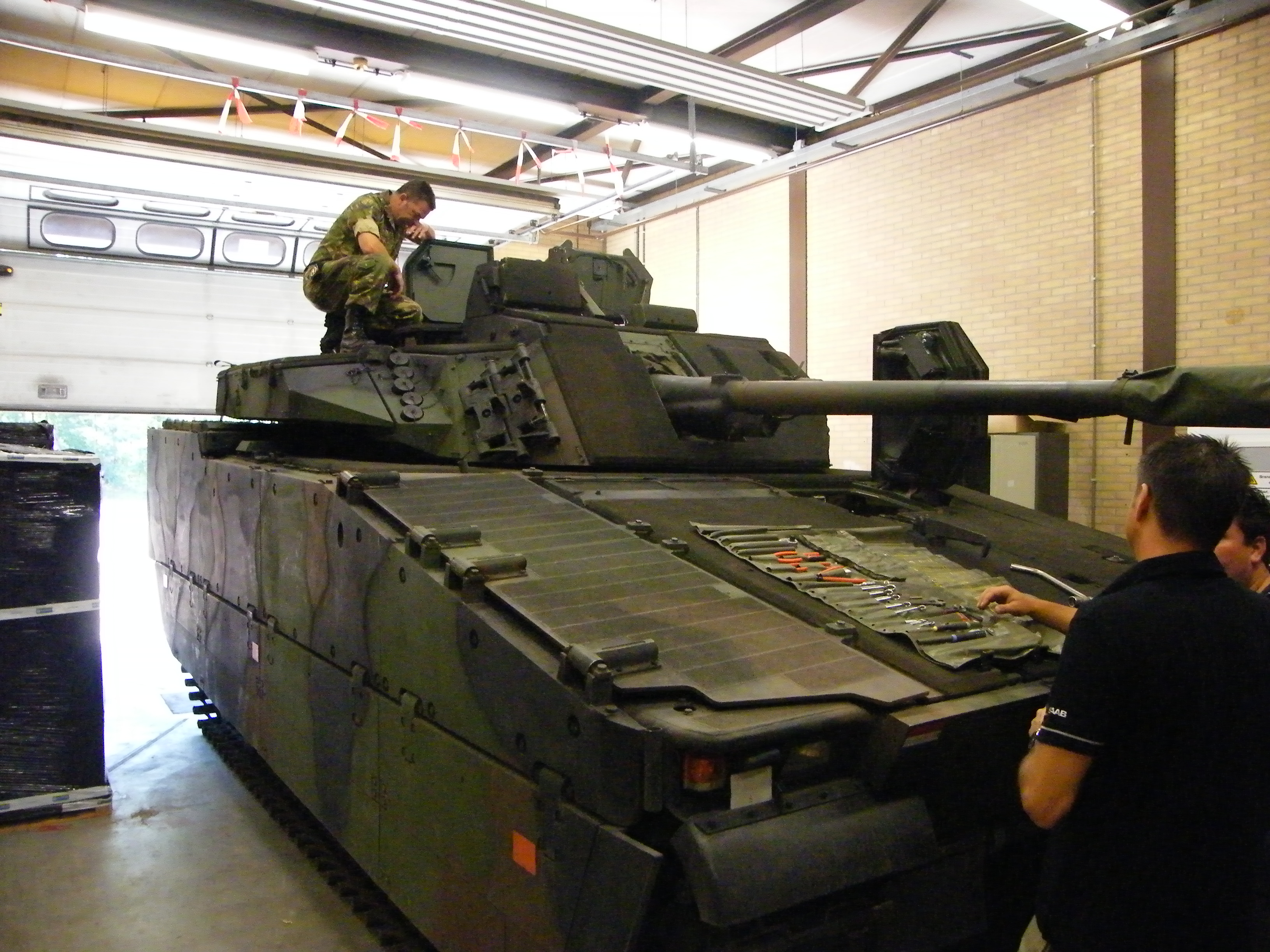
Un CV 90 holandés (CV9035NL).
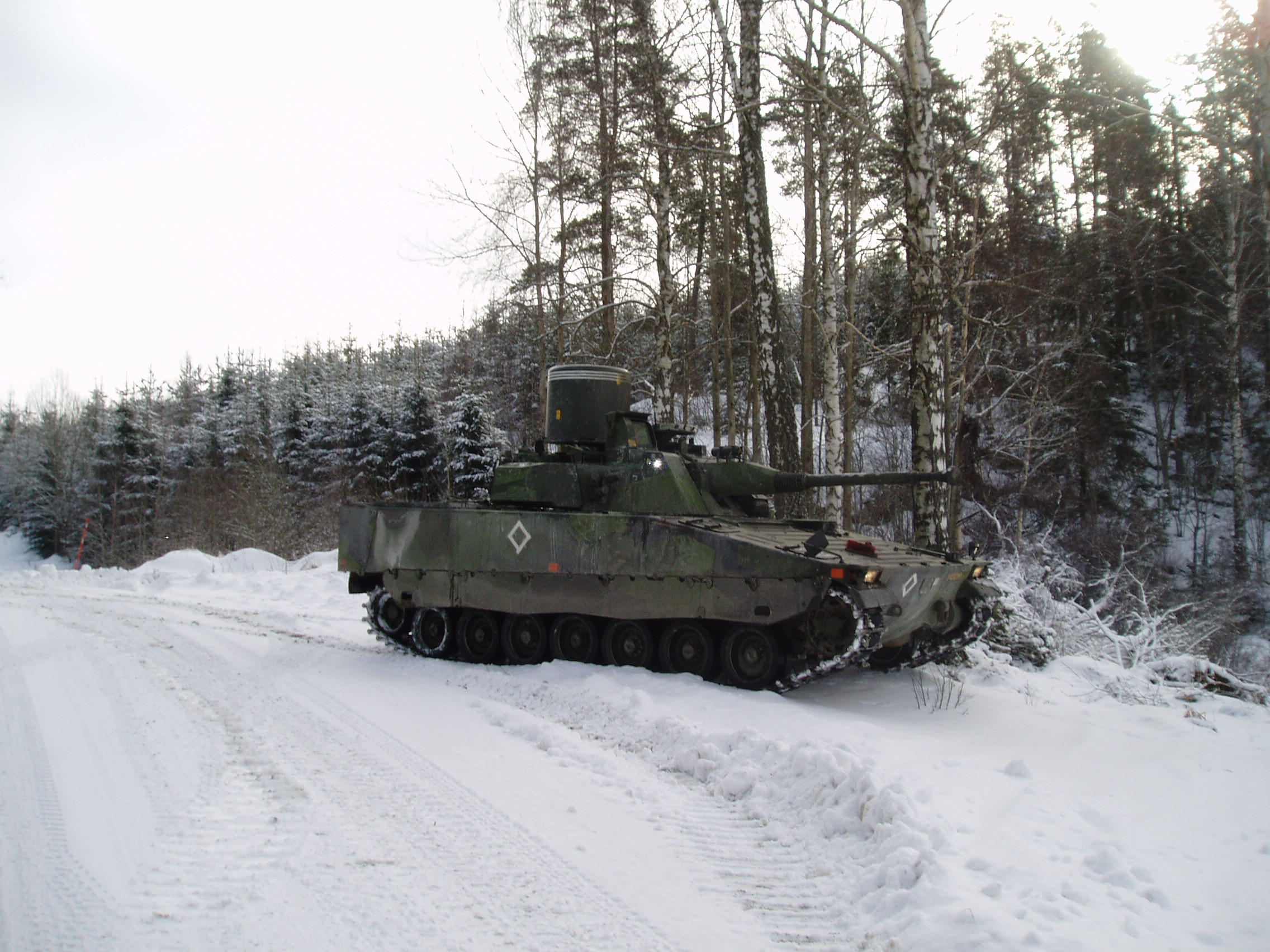
Un CV 90, en la configuración de Vehículo Anti-Aéreo (CV90AAV/Lvkv 90).
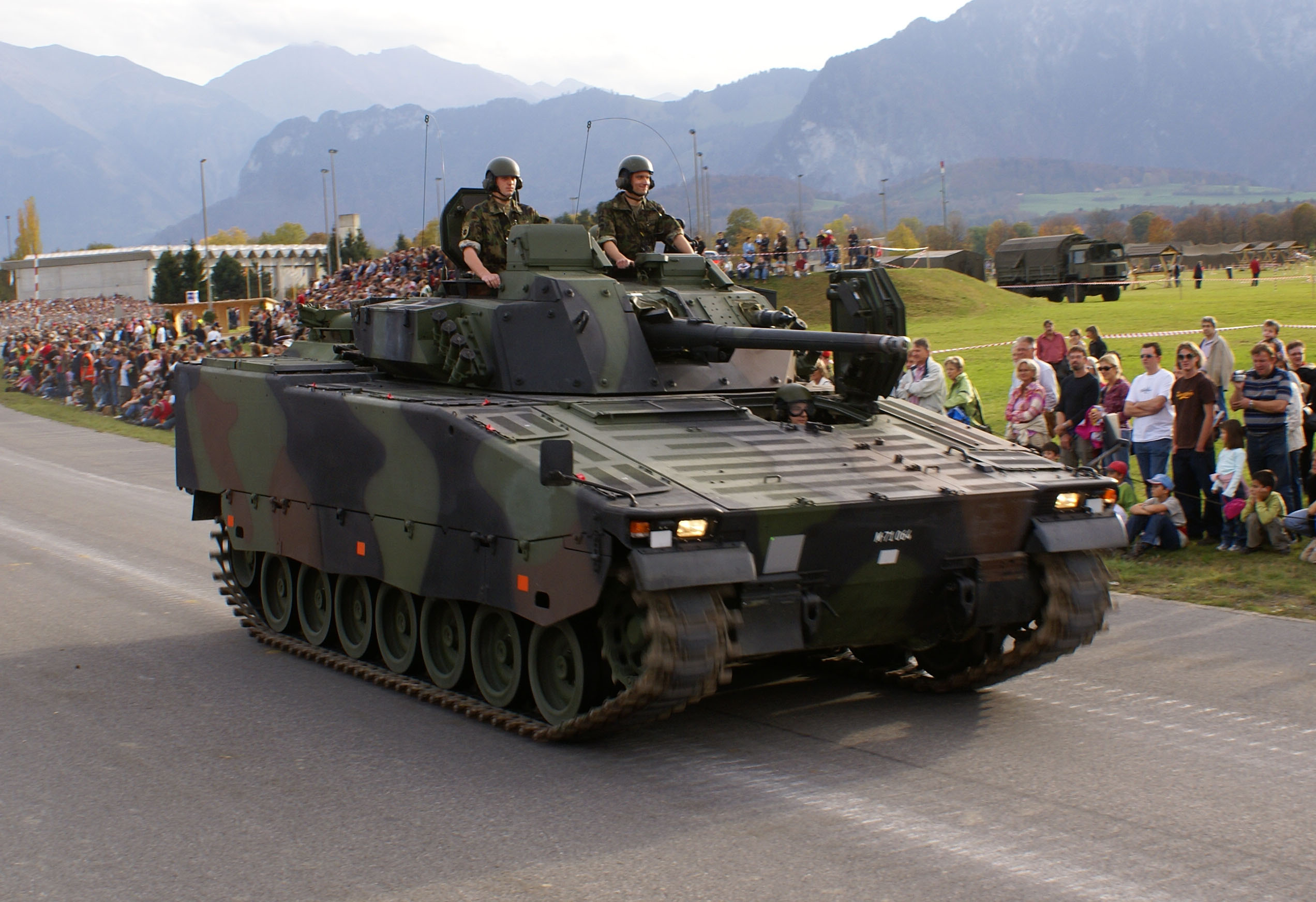
Un CV 90 suizo (CV9030CH/SPz 2000).

### Vehículos similares
- Marder
- Schützenpanzer Puma
- Lynx
- ZBD-97
- K-200/KIFV
 K-21 IFV
- AIFV
 M2/M3 Bradley
- /ASCOD Pizarro/ULAN
- AMX-10P
- TAM VCTP
- Namera
  Achzarit
- Dardo
- Tipo 89 VCI
- VCI Anders
- FV510 Warrior
- BMP-3
  BMP-T
 T-15 Armata
- Bionix VCI